# فرودگاه تک‌بانده لادوانی
فرودگاه تک‌بانده لادوانی (به انگلیسی: Laduani Airstrip) یک فرودگاه همگانی با کد یاتا LDO است . این فرودگاه در کشور سورینام قرار دارد .